# Hiltersdorf
Hiltersdorf ist ein Dorf und Gemeindeteil der Gemeinde Freudenberg im Landkreis Amberg-Sulzbach in der Oberpfalz in Bayern.

## Geschichte
Erstmals wurde der Ort 1187 in Ensdorfer Urkunden erwähnt. 1263 wurde das Dorf Besitz des Klosters Ensdorf, ehe es 1400 Sitz des Hofkastenamtes und Musterungsplatzes wurde.
In der frühen Neuzeit wurde der Ort immer wieder Opfer von Plünderungen und Seuchen. So starben in den Jahren 1618–1648 fast zwei Drittel der Dorfbevölkerung an der Pest oder fielen dem Dreißigjährigen Krieg zum Opfer. 1707 wurde Hiltersdorf von kaiserlichen Husaren geplündert, 1745 raubten und mordeten österreichische Kroaten im Dorf und 1776 zündeten Franzosen drei Höfe an.
Durch das Zweite Gemeindeedikt von 1818 wurde Hiltershobendorf zur Gemeinde ernhoben. Im Zuge der Gebietsreform in Bayern wurde der Ort am 1. April 1971 in die Gemeinde Freudenberg eingegliedert.
1959 wurde in Hiltersdorf ein Bahnhof an der Bahnstrecke Nürnberg–Schwandorf eröffnet, der jedoch im Laufe der Zeit für den Personenverkehr wieder stillgelegt wurde. 1960 wurde die neue Johanniskapelle eingeweiht, 1964 die Flurbereinigung durchgeführt und 1967 wurde der Ort an die zentrale Wasserversorgung angeschlossen.

## Geologie
Hiltersdorf liegt in der Bodenwöhrer Kreidebucht, einem Teil des Oberpfälzischen Hügel- und Berglandes und somit einem Teil des Oberpfälzisch-Obermainischen Hügellandes.
Im Mesozoikum, dem Erdmittelalter, lagerten sich dort Sedimente ab, die unter Einwirkung von Umweltfaktoren zu Para- sowie Braunerden wurden.
Das Gebiet ist sehr stark durch herzynische Störungen geprägt.

## Flora
Im Gebiet um Hiltersdorf dominieren vor allem Kiefern, Heidekräuter, Heidel.

## Vereine
- Burschenverein Hiltersdorf[6]
- Freiwillige Feuerwehr Hiltersdorf[6]

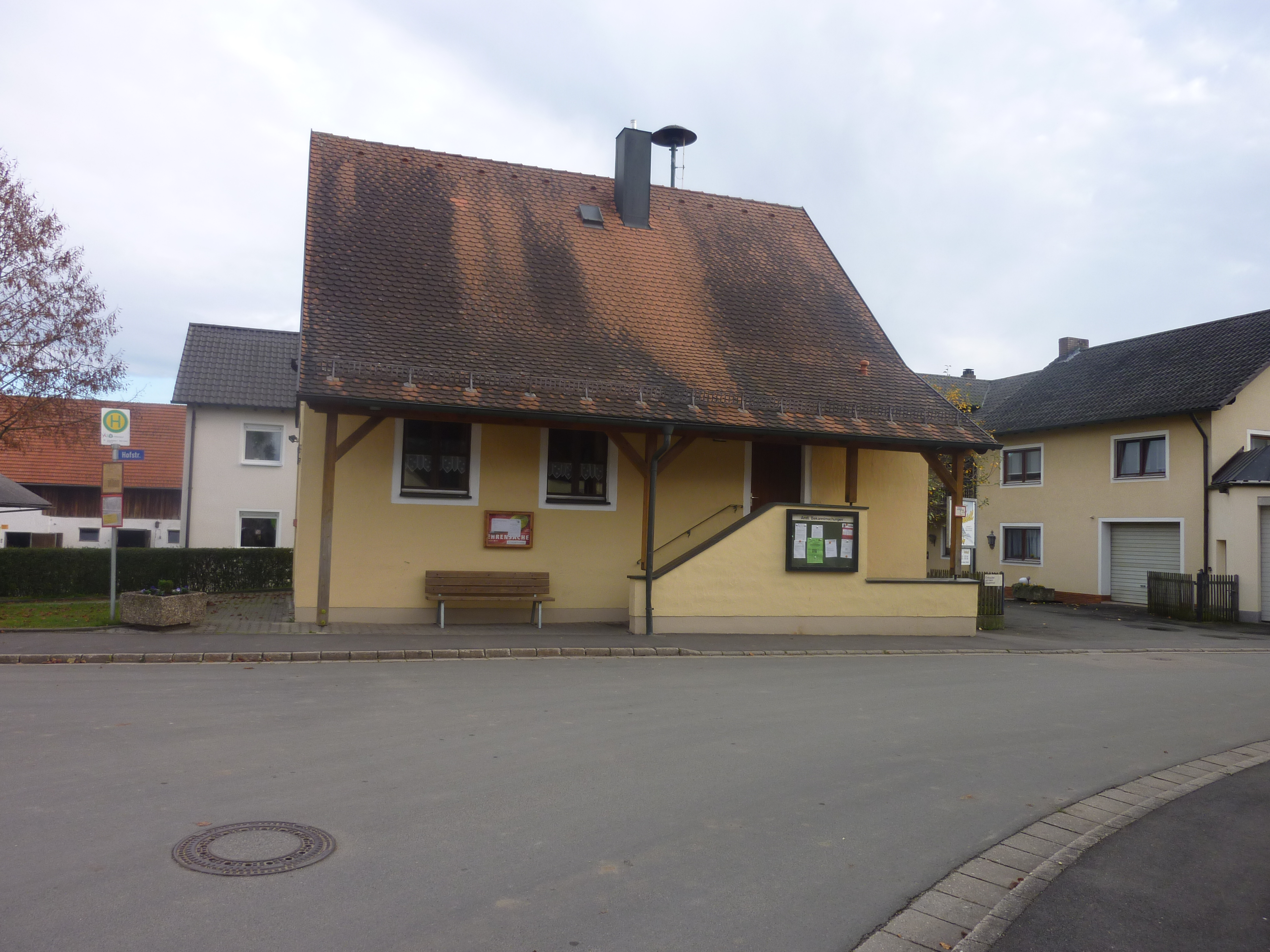
Feuerwehrhaus Hiltersdorf

- Obst- und Gartenbauverein Hiltersdorf[6]
- Kapellenverein Hiltersdorf

## Religionen
Hiltersdorf ist ein überwiegend römisch-katholisch geprägtes Dorf. Kirchlich gehört es zum Kuratbenefizium Paulsdorf, welches wiederum der Pfarrei Hl. Dreifaltigkeit in Amberg angehört und von dort auch seelsorgerisch betreut wird.

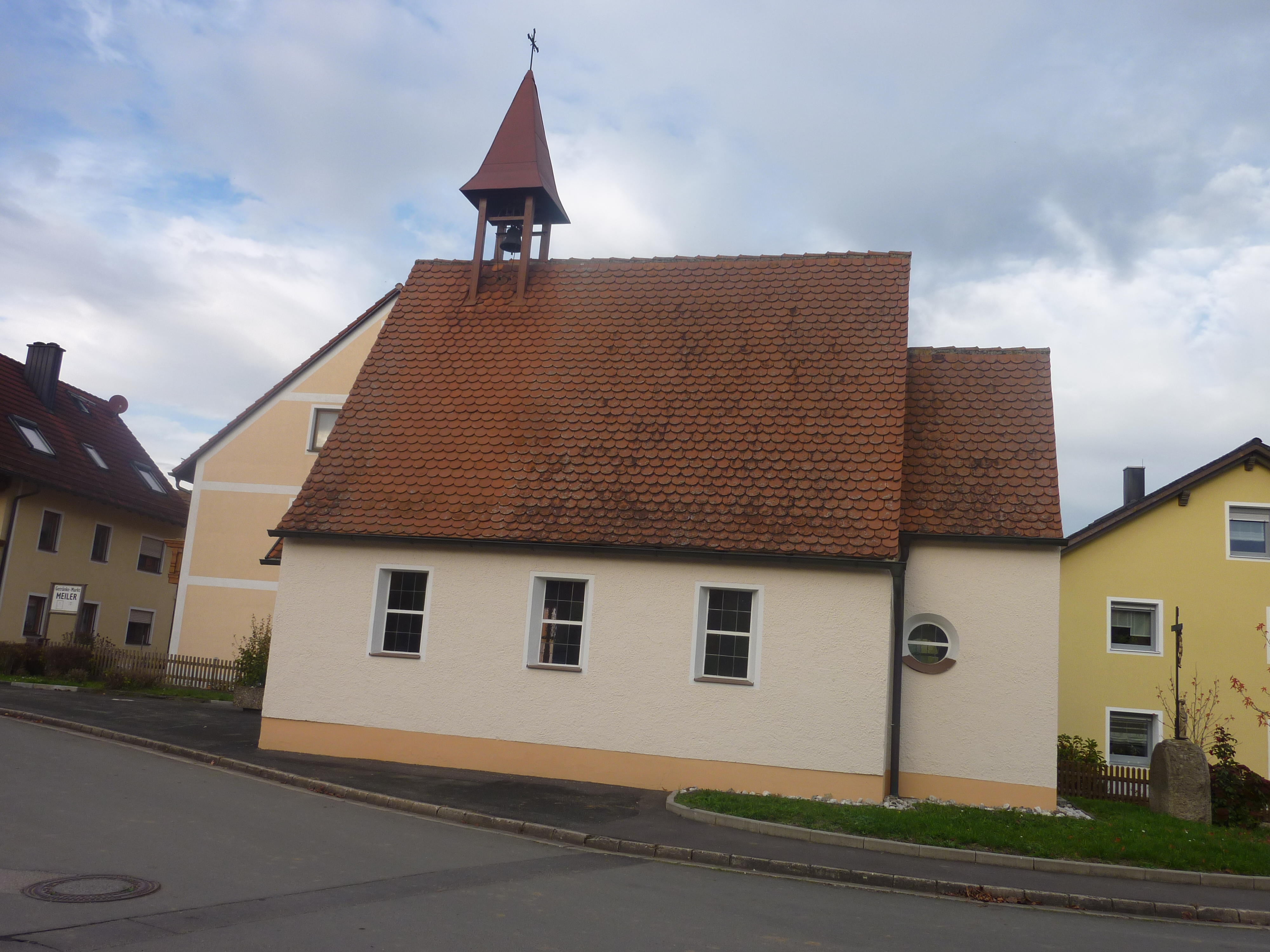
Johanniskapelle Hiltersdorf

## Regelmäßige Veranstaltungen
Jedes Jahr finden im Sommer zwei größere Feste statt. Am Johannistag wird, nachdem am frühen Abend in der Johanniskapelle eine heilige Messe gefeiert worden ist, außerhalb des Ortes nach Sonnenuntergang ein Johannisfeuer entzündet. Zu dieser von der Freiwilligen Feuerwehr organisierten Feier kommen nahezu alle Bewohner der umliegenden Dörfer zusammen. Ende Juli wird auf dem Dorfplatz ein Dorffest gefeiert.
Der Burschenverein organisiert jedes Jahr eine „Kirwa“, die jedoch im Nachbardorf Paulsdorf abgehalten wird.

## Freizeitmöglichkeiten
Hiltersdorf bietet viele Freizeitmöglichkeiten: Neben einer Mitgliedschaft in einem der vier Vereine gibt es Möglichkeiten zum Wandern, Walken und Radfahren. Das Dorf liegt beispielsweise am Schweppermann-Radweg. am Erzweg Man kann auf den Erlebniswanderweg „Berge und Täler im Laufe der Erdgeschichte“ starten, der über die verschiedenen geologischen Besonderheiten im Raum Amberg-Sulzbach, wie z. B. über den Naabgebirgsgranit und die Fensterbachstörung, informiert.
Am Haidweiher, der an das Dorf angrenzt, kann man Wasserski und Gokart fahren oder Minigolf spielen.
Im Nachbarort Paulsdorf gibt es mit dem SSV und dem TC Rot-Weiß zwei Sportvereine, die Fußball, Tennis, Gymnastik und Leichtathletik an.

## Wirtschaft und Infrastruktur

### Verkehr

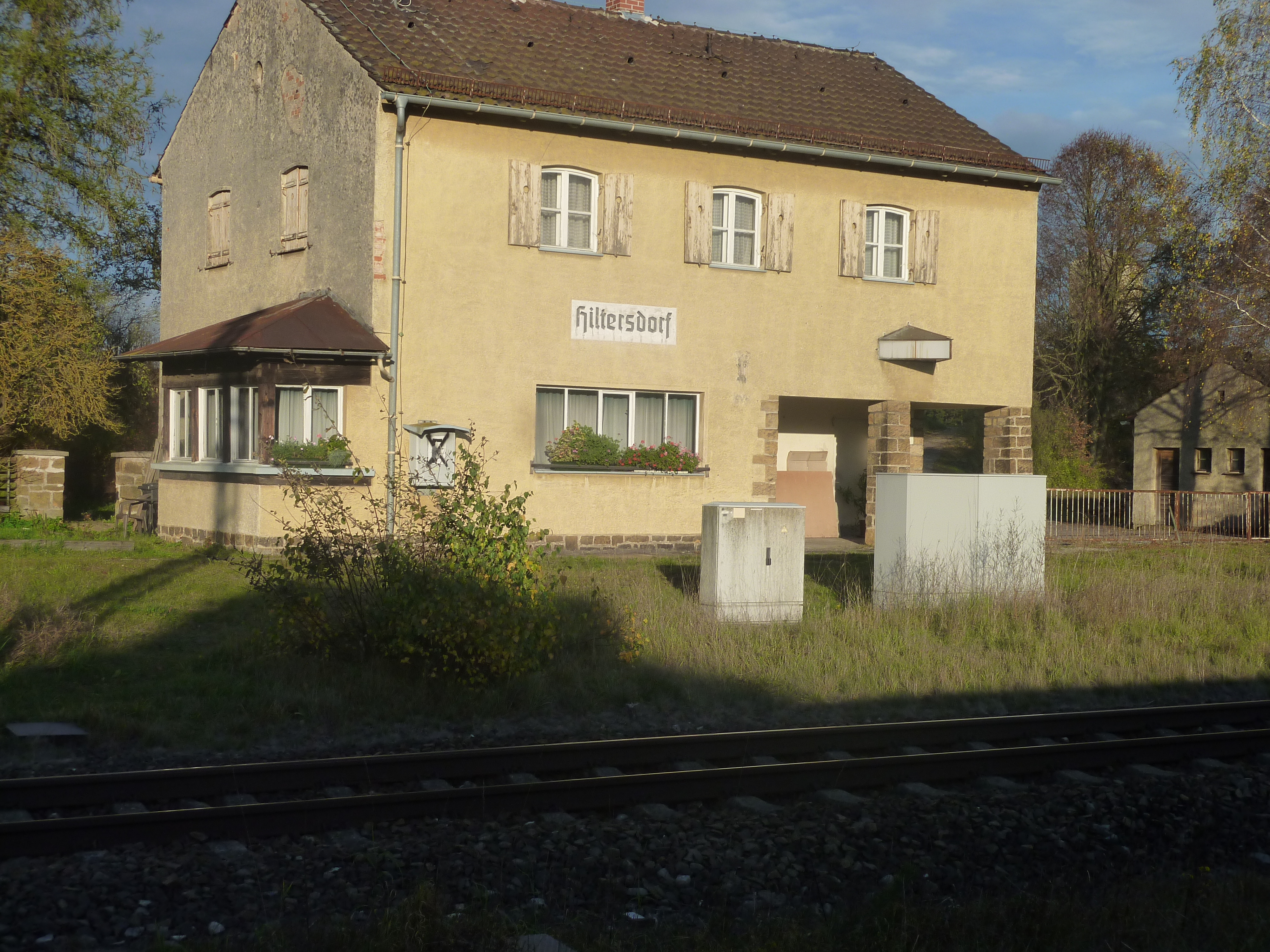
Hiltersdorf, alter Bahnhof

- Hiltersdorf liegt an der Kreisstraße AS 8, die die Bundesstraße 85 mit der Staatsstraße 2040 verbindet.
- Das Zentrum in Amberg ist ca. 6,5 km entfernt und mit dem Auto in zehn Minuten zu erreichen.
- Die Anschlussstelle 67, Amberg-Ost, der Bundesautobahn 6 ist bei einer Entfernung von sieben Kilometern in ca. sechs Minuten erreichbar.
- Der nächste Bahnhof befindet sich in Amberg (Entfernung ca. 7 km) und ist an die Bahnstrecke Nürnberg–Schwandorf angeschlossen. Von dort aus verkehren mindestens stündlich RegioSwinger-Züge nach Nürnberg bzw. nach Regensburg.

### Gewerbe
- Getränke Meiler: Getränkeverkauf am Dorfplatz
- Partyservice & Feinkosthandel Hiltner: Partyservice, Feinkosthandel, Schinkenräucherei in Hiltersdorf Bahnhof[11]
- Pichl Bauunternehmung GmbH & Co. KG: Bauunternehmen für Hoch- und Tiefbau[11]
- Schlosser Dachbau GmbH: Flachdachspezialist aus Hiltersdorf Bahnhof
- Willi Schmidl GbR – Amberger Bauernmarkt

### Trinkwassergewinnung

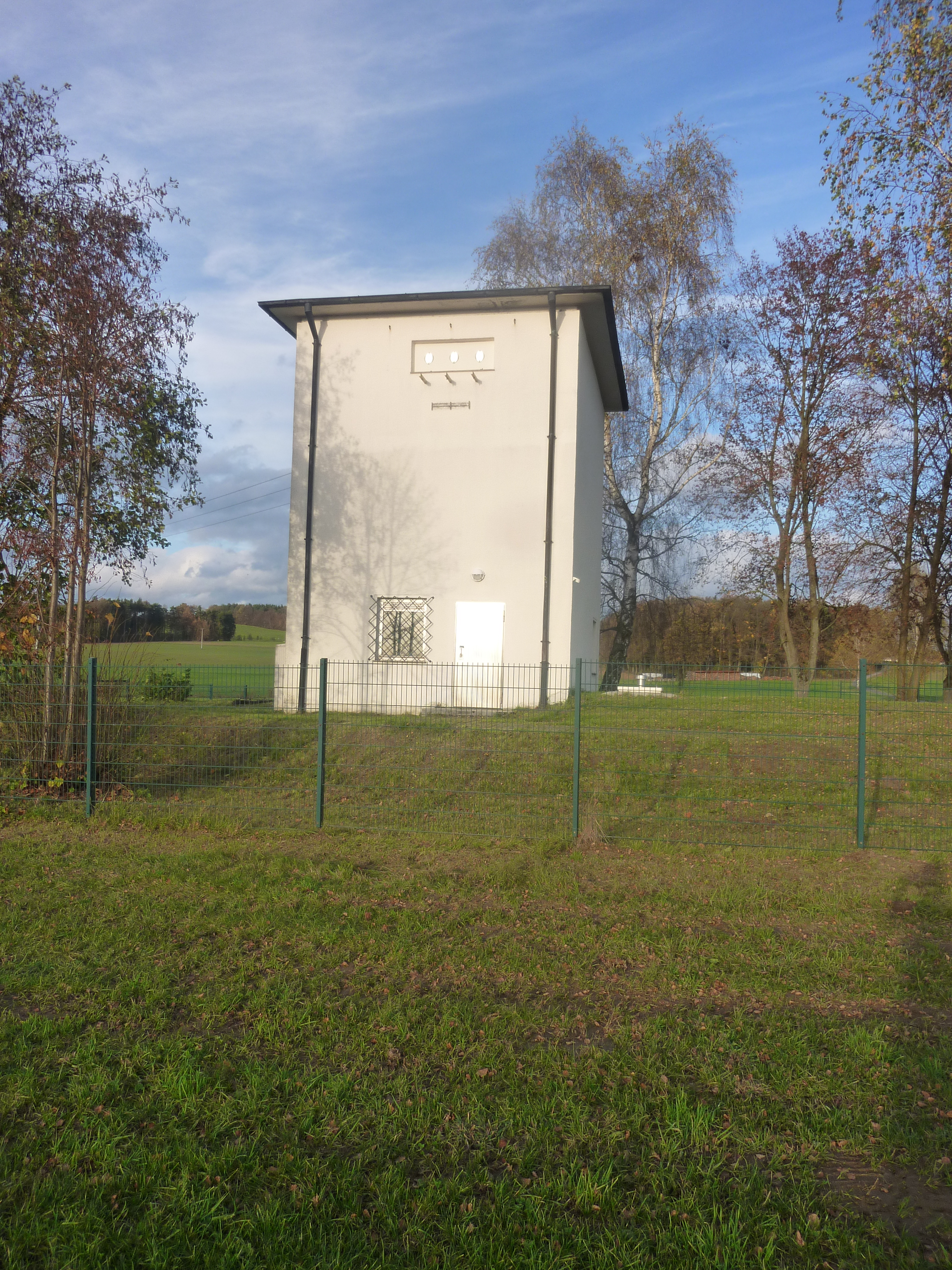
Ein Tiefbrunnen im Raum Hiltersdorf

Hiltersdorf liegt in einem Wasserschutzgebiet des Landkreises Amberg-Sulzbach. Von hier entstammen 3/4 des Trinkwassers für die Stadt Amberg, das Wasser für die Altstadt selbst ist jedoch Quellwasser des Krumbachs aus dem Urspringer Wald. Das Wasser wird durch fünf Tiefbrunnen im Raum Hiltersdorf-Paulsdorf-Engelsdorf-Freihölser Forst gewonnen und anschließend im Wasserwerk Engelsdorf aufbereitet. Mit 5 bis 7 dH ist die Wasserhärte des Hiltersdorfer Wassers als weich einzustufen.